# Новоудинское муниципальное образование
Новоудинское муниципальное образование — муниципальное образование со статусом сельского поселения в 
Усть-Удинском  районе Иркутской области России. Административный центр — Новая Уда.

## Демография
По результатам Всероссийской переписи населения 2010 года 
численность населения муниципального образования составила 1293 человека, в том числе 605  мужчин и 688 женщин.

## Населенные пункты
В состав муниципального образования входят населенные пункты
- Новая Уда
- Усть-Малой[2]